# WTA Finals 2016
|                     |  |                |
| Jekaterina Makarova |  | Jelena Vesnina |

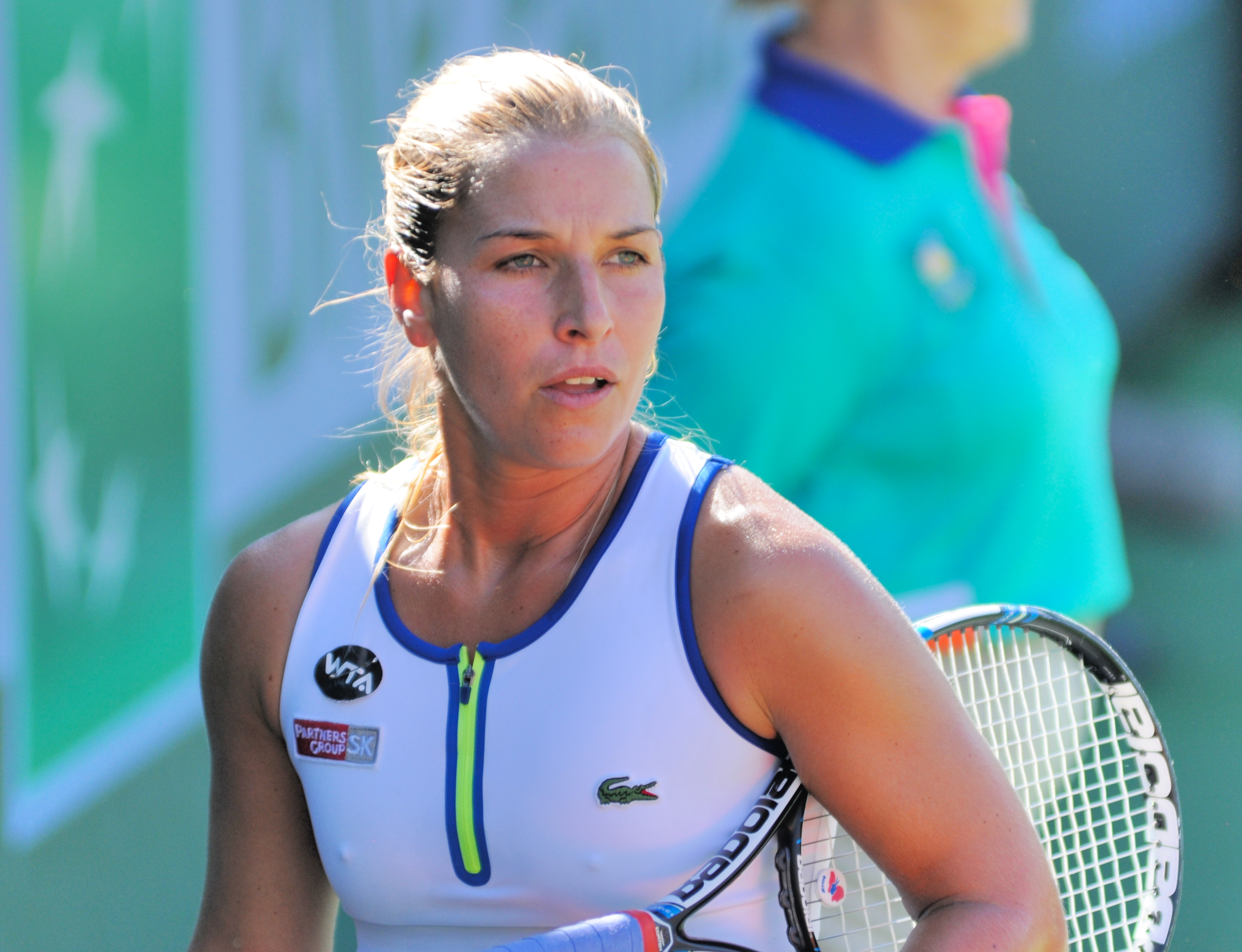
Winnares in het enkelspel, Dominika Cibulková

Het eindejaarstoernooi WTA Finals van 2016 werd gespeeld van 23 tot en met 30 oktober 2016. Het tennistoernooi vond plaats in de stadstaat Singapore. Het was de 46e editie van het toernooi, voor de derde keer in Singapore. Er werd gespeeld op hardcourt-binnenbanen in het Singapore Indoor Stadium.
Net als het vorige jaar werd het enkelspeltoernooi gespeeld met acht deelnemers, en het dubbelspeltoernooi met acht koppels. Vergeleken met 2015 werd het dubbelspeltoernooi terug ingekort zoals in 2014: in plaats van een groepsfase werd een reguliere eerste ronde met afvalwedstrijden gespeeld. Slechts één speelster nam zowel aan het enkel- als aan het dubbelspeltoernooi mee: de Tsjechische Karolína Plíšková.
De aanvangsdatum viel, evenals het vorige jaar, op zondag. Daaraan voorafgaand werd het Future Stars-toernooi gespeeld, waarin veertig jonge speelsters uit de regio Azië/Pacific de strijd aanbonden in twee leeftijdscategorieën: onder 14 jaar en onder 16 jaar.

## Samenvatting
Enkelspel
Titelverdedigster was de Poolse Agnieszka Radwańska. Als tweede reekshoofd was zij geplaatst in de witte groep. In het klassement van die groep eindigde zij op de tweede plek, waardoor zij het in de halve finale moest opnemen tegen de winnares van de rode groep: de Duitse Angelique Kerber. De Poolse had geen verweer: na 2–6 en 1–6 viel voor haar het doek.
De andere halve finale werd gespeeld tussen de winnares van de witte groep, Svetlana Koeznetsova (8), en de tweede uit het rode klassement, Dominika Cibulková (7). Hoewel de Russin de eerste set pakte, ging de Slowaakse na de derde set naar de finale.
De als eerste geplaatste Kerber had in de aanloop naar de finale al haar partijen gewonnen, waarbij zij slechts één set hoefde prijsgeven: aan Cibulková tijdens de groepsfase. In de finale kwamen deze dames opnieuw tegenover elkaar te staan. Dominika Cibulková had de langste adem: met 6–3 en 6–4 eiste deze debutante het officieuze kampioenschap in het enkelspel op.
Dubbelspel
Titelverdedigsters Martina Hingis en Sania Mirza, die hun beëindigde samenwerking voor de duur van twee dagen hervatten, waren het tweede reekshoofd. Zij bereikten de halve finale – daarin werden zij uitgeschakeld door de latere winnaressen.
Ook de als eerste geplaatste Françaises Caroline Garcia en Kristina Mladenovic konden huiswaarts keren na de halve finale. Zij verloren van Mattek-Sands/Šafářová.
De eindstrijd werd uitgevochten door het derde en het vierde reekshoofd. De Russinnen Jekaterina Makarova en Jelena Vesnina (4) rekenden in twee sets af met Bethanie Mattek-Sands en Lucie Šafářová (3). Makarova en Vesnina, die in 2013 verliezend finalistes waren, mogen zich nu een jaar lang officieus wereldkampioen vrouwendubbelspel noemen.

## Enkelspel
Dit toernooi werd gespeeld van zondag 23 tot en met zondag 30 oktober 2016, met de groepsfase uitgespreid over zes dagen (23–28 oktober), de halve finales op 29 oktober en de finale op 30 oktober.
De acht deelneemsters vertegenwoordigden acht verschillende landen: Duitsland, Polen, Roemenië, Rusland, Slowakije, Spanje, Tsjechië en de Verenigde Staten.

### Deelnemende speelsters
| Nr. | Speelster            | rang | Groep† | Resultaat    | Verloor van            |
| --- | -------------------- | ---- | ------ | ------------ | ---------------------- |
| 1.  | Angelique Kerber     | 1    | rood   | finale       | Dominika Cibulková     |
| 2.  | Agnieszka Radwańska  | 3    | wit    | halve finale | Angelique Kerber       |
| 3.  | Simona Halep         | 4    | rood   | groepsfase   | Kerber, Cibulková      |
| 4.  | Karolína Plíšková    | 5    | wit    | groepsfase   | Koeznetsova, Radwańska |
| 5.  | Garbiñe Muguruza     | 6    | wit    | groepsfase   | Plíšková, Radwańska    |
| 6.  | Madison Keys         | 7    | rood   | groepsfase   | Halep, Kerber          |
| 7.  | Dominika Cibulková   | 8    | rood   | winnares     | winnares               |
| 8.  | Svetlana Koeznetsova | 9    | wit    | halve finale | Dominika Cibulková     |

Drie speelsters namen niet eerder deel aan de WTA Tour Championships c.q. WTA Finals: Karolína Plíšková, Madison Keys en Dominika Cibulková.
Op de reservebank zaten Johanna Konta en Carla Suárez Navarro. Zij hoefden niet in actie te komen.

### Prijzengeld en WTA-punten
| Resultaat                | Prijzengeld      | WTA-punten |
| ------------------------ | ---------------- | ---------- |
| winnares                 | R1 + $ 1.750.000 | R1 + 750   |
| finale                   | R1 + $ 590.000   | R1 + 330   |
| halve finale             | R1 + $ 40.000    | R1         |
| eerste ronde (3/3 zeges) | $ 610.000        | 750        |
| eerste ronde (2/3 zeges) | $ 457.000        | 625        |
| eerste ronde (1/3 zege)  | $ 304.000        | 500        |
| eerste ronde (0/3 zeges) | $ 151.000        | 375        |

- R1 = de opbrengst van de eerste ronde (groepswedstrijden).
- Een foutloos parcours zou de winnares $ 2.360.000 en 1500 punten opgeleverd hebben.

### Halve finale en finale
|  | Halve finale | Halve finale        | Halve finale       | Halve finale | Halve finale |                      |                  | Finale | Finale | Finale | Finale | Finale |
|  |              |                     |                    |              |              |                      |                  |        |        |        |        |        |
|  | 1            | Angelique Kerber    | 6                  | 6            |              |                      |                  |        |        |        |        |        |
|  | 2            | Agnieszka Radwańska | 2                  | 1            |              |                      |                  |        |        |        |        |        |
|  | 2            | Agnieszka Radwańska | 2                  | 1            |              | 1                    | Angelique Kerber | 3      | 4      |        |        |        |
|  |              |                     |                    |              |              | 1                    | Angelique Kerber | 3      | 4      |        |        |        |
|  |              | 7                   | Dominika Cibulková | 6            | 6            |                      |                  |        |        |        |        |        |
|  | 8            | 7                   | Dominika Cibulková | 6            | 6            | Svetlana Koeznetsova | 6                | 62     | 4      |        |        |        |
|  | 8            |                     |                    |              |              | Svetlana Koeznetsova | 6                | 62     | 4      |        |        |        |
|  | 7            | Dominika Cibulková  | 1                  | 7            | 6            |                      |                  |        |        |        |        |        |

| Legenda | Legenda                  |
| ------- | ------------------------ |
| Q       | Qualifier                |
| WC      | Deelname via wildcard    |
| LL      | Lucky Loser              |
| r       | Opgave / trok zich terug |
| w/o     | Walk-over                |
| Alt     | Alternate                |
| SE      | Special Exempt           |
| PR      | Protected Ranking        |
| d       | Diskwalificatie          |

### Groepswedstrijden

#### Rode groep
Resultaten
| wedstrijd              | wedstrijd | wedstrijd              | score         |
| Simona Halep (3)       | –         | Madison Keys (6)       | 6-2, 6-4      |
| Angelique Kerber (1)   | –         | Dominika Cibulková (7) | 7-6, 2-6, 6-3 |
| Angelique Kerber (1)   | –         | Simona Halep (3)       | 6-4, 6-2      |
| Madison Keys (6)       | –         | Dominika Cibulková (7) | 6-1, 6-4      |
| Dominika Cibulková (7) | –         | Simona Halep (3)       | 6-3, 7-6      |
| Angelique Kerber (1)   | –         | Madison Keys (6)       | 6-3, 6-3      |

Klassement
| nr. | speelster              | partijen w-v | sets w-v | games w-v |
| 1.  | Angelique Kerber (1)   | 3-0          | 6-1      | 39-27     |
| 2.  | Dominika Cibulková (7) | 1-2          | 3-4      | 33-36     |
| 3.  | Simona Halep (3)       | 1-2          | 2-4      | 27-31     |
| 4.  | Madison Keys (6)       | 1-2          | 2-4      | 24-29     |

#### Witte groep
Resultaten
| wedstrijd                | wedstrijd | wedstrijd                | score         |
| Svetlana Koeznetsova (8) | –         | Agnieszka Radwańska (2)  | 7-5, 1-6, 7-5 |
| Karolína Plíšková (4)    | –         | Garbiñe Muguruza (5)     | 6-2, 6-7, 7-5 |
| Svetlana Koeznetsova (8) | –         | Karolína Plíšková (4)    | 3-6, 6-2, 7-6 |
| Agnieszka Radwańska (2)  | –         | Garbiñe Muguruza (5)     | 7-6, 6-3      |
| Garbiñe Muguruza (5)     | –         | Svetlana Koeznetsova (8) | 3-6, 6-0, 6-1 |
| Agnieszka Radwańska (2)  | –         | Karolína Plíšková (4)    | 7-5, 6-3      |

Klassement
| nr. | speelster                | partijen w-v | sets w-v | games w-v |
| 1.  | Svetlana Koeznetsova (8) | 2-1          | 5-4      | 38-45     |
| 2.  | Agnieszka Radwańska (2)  | 2-1          | 5-2      | 42-32     |
| 3.  | Karolína Plíšková (4)    | 1-2          | 3-5      | 41-43     |
| 4.  | Garbiñe Muguruza (5)     | 1-2          | 3-5      | 38-39     |

## Dubbelspel
Eerste ronde op 27 en 28 oktober, halve finales op zaterdag 29 oktober; finale op zondag 30 oktober 2016.

### Deelnemende teams
| Nr. | Team                                 | rang | Resultaat    | Verloren van                         |
| --- | ------------------------------------ | ---- | ------------ | ------------------------------------ |
| 1.  | Caroline Garcia Kristina Mladenovic  | 4    | halve finale | Bethanie Mattek-Sands Lucie Šafářová |
| 2.  | Martina Hingis Sania Mirza           | 5    | halve finale | Jekaterina Makarova Jelena Vesnina   |
| 3.  | Bethanie Mattek-Sands Lucie Šafářová | 11   | finale       | Jekaterina Makarova Jelena Vesnina   |
| 4.  | Jekaterina Makarova Jelena Vesnina   | 15   | winnaressen  | winnaressen                          |
| 5.  | Andrea Hlaváčková Lucie Hradecká     | 19   | eerste ronde | Jekaterina Makarova Jelena Vesnina   |
| 6.  | Chan Hao-ching Chan Yung-jan         | 22   | eerste ronde | Martina Hingis Sania Mirza           |
| 7.  | Tímea Babos Jaroslava Sjvedova       | 28   | eerste ronde | Bethanie Mattek-Sands Lucie Šafářová |
| 8.  | Julia Görges Karolína Plíšková       | 31   | eerste ronde | Caroline Garcia Kristina Mladenovic  |

Op de reservebank zaten Raquel Atawo en Abigail Spears – zij hoefden niet in actie te komen.

### Prijzengeld en WTA-punten
| Resultaat    | Prijzengeld (per team) | WTA- punten |
| ------------ | ---------------------- | ----------- |
| winnaressen  | $ 500.000              | 1500        |
| finale       | $ 260.000              | 1080        |
| halve finale | $ 157.500              | 750         |
| eerste ronde | $ 81.250               | 375         |

### Toernooischema
| Legenda | Legenda                  |
| ------- | ------------------------ |
| Q       | Qualifier                |
| WC      | Deelname via wildcard    |
| LL      | Lucky Loser              |
| r       | Opgave / trok zich terug |
| w/o     | Walk-over                |
| Alt     | Alternate                |
| SE      | Special Exempt           |
| PR      | Protected Ranking        |
| d       | Diskwalificatie          |

|  | Eerste ronde | Eerste ronde                        | Eerste ronde                         | Eerste ronde                       | Eerste ronde |                                      |                                     | Halve finale | Halve finale | Halve finale | Halve finale | Halve finale |  |  | Finale | Finale                               | Finale | Finale | Finale |
|  |              |                                     |                                      |                                    |              |                                      |                                     |              |              |              |              |              |  |  |        |                                      |        |        |        |
|  | 1            | Caroline Garcia Kristina Mladenovic | 6                                    | 6                                  |              |                                      |                                     |              |              |              |              |              |  |  |        |                                      |        |        |        |
|  | 8            | Julia Görges Karolína Plíšková      | 4                                    | 2                                  |              |                                      |                                     |              |              |              |              |              |  |  |        |                                      |        |        |        |
|  | 8            | Julia Görges Karolína Plíšková      | 4                                    | 2                                  |              | 1                                    | Caroline Garcia Kristina Mladenovic | 3            | 5            |              |              |              |  |  |        |                                      |        |        |        |
|  |              |                                     |                                      |                                    |              | 1                                    | Caroline Garcia Kristina Mladenovic | 3            | 5            |              |              |              |  |  |        |                                      |        |        |        |
|  |              | 3                                   | Bethanie Mattek-Sands Lucie Šafářová | 6                                  | 7            |                                      |                                     |              |              |              |              |              |  |  |        |                                      |        |        |        |
|  | 3            | 3                                   | Bethanie Mattek-Sands Lucie Šafářová | 6                                  | 7            | Bethanie Mattek-Sands Lucie Šafářová | 5                                   | 7            | [10]         |              |              |              |  |  |        |                                      |        |        |        |
|  | 3            |                                     |                                      |                                    |              | Bethanie Mattek-Sands Lucie Šafářová | 5                                   | 7            | [10]         |              |              |              |  |  |        |                                      |        |        |        |
|  | 7            | Tímea Babos Jaroslava Sjvedova      | 7                                    | 6                                  | [2]          |                                      |                                     |              |              |              |              |              |  |  |        |                                      |        |        |        |
|  |              |                                     |                                      |                                    |              |                                      |                                     |              |              |              |              |              |  |  | 3      | Bethanie Mattek-Sands Lucie Šafářová | 65     | 3      |        |
|  |              |                                     | 4                                    | Jekaterina Makarova Jelena Vesnina | 7            | 6                                    |                                     |              |              |              |              |              |  |  |        |                                      |        |        |        |
|  | 5            | Andrea Hlaváčková Lucie Hradecká    | 2                                    | 5                                  |              |                                      |                                     |              |              |              |              |              |  |  |        |                                      |        |        |        |
|  | 4            | Jekaterina Makarova Jelena Vesnina  | 6                                    | 7                                  |              |                                      |                                     |              |              |              |              |              |  |  |        |                                      |        |        |        |
|  | 4            | Jekaterina Makarova Jelena Vesnina  | 6                                    | 7                                  |              | 4                                    | Jekaterina Makarova Jelena Vesnina  | 3            | 6            | [10]         |              |              |  |  |        |                                      |        |        |        |
|  |              |                                     |                                      |                                    |              | 4                                    | Jekaterina Makarova Jelena Vesnina  | 3            | 6            | [10]         |              |              |  |  |        |                                      |        |        |        |
|  |              | 2                                   | Martina Hingis Sania Mirza           | 6                                  | 2            | [6]                                  |                                     |              |              |              |              |              |  |  |        |                                      |        |        |        |
|  | 6            | 2                                   | Martina Hingis Sania Mirza           | 6                                  | 2            | [6]                                  | Chan Hao-ching Chan Yung-jan        | 610          | 5            |              |              |              |  |  |        |                                      |        |        |        |
|  | 6            |                                     |                                      |                                    |              |                                      | Chan Hao-ching Chan Yung-jan        | 610          | 5            |              |              |              |  |  |        |                                      |        |        |        |
|  | 2            | Martina Hingis Sania Mirza          | 7                                    | 7                                  |              |                                      |                                     |              |              |              |              |              |  |  |        |                                      |        |        |        |